# Samuel Gottlieb Wald
Samuel Gottlieb Wald (* 17. Oktober 1762 in Breslau; † 22. Februar 1828 in Königsberg (Preußen)) war ein deutscher lutherischer Theologe.

## Leben
Samuel Gottlieb Wald war der Sohn eines Kaufmanns. Er erhielt am Breslauer Elisabet-Gymnasium seine erste wissenschaftliche Bildung. Früh entwickelten sich seine Geistesanlagen und besonders die Neigung zu historisch-kritischen Forschungen. Ausgerüstet mit gründlichen Vorkenntnissen, eröffnete er 1782 seine akademische Laufbahn an der Universität Halle. Hier waren Georg Christian Knapp, Johann Salomo Semler und Johann August Nösselt seine Hauptlehrer auf dem Gebiet des theologischen Wissens. Nösselt, bei dem er wohnte, eröffnete ihm seine Bibliothek zu freiem Gebrauch, nahm ihn in das theologische Seminar auf und wirkte durch Rat und Belehrung in mehrfacher Hinsicht positiv auf seine wissenschaftlichen Fortschritte. Schon im ersten Jahr seiner akademischen Laufbahn erteilte Wald in der ersten Klasse der Schule des Waisenhauses Unterricht im Hebräischen. An der Universität Leipzig, wo er 1783 seine Studien fortgesetzt hatte, erlangte er durch Verteidigung seiner Dissertation Curarum in historiam textus vaticiniorum Danielis Specimen primum den akademischen Grad eines Magisters der Philosophie.
In den exegetischen Vorlesungen, die er seitdem hielt, verfolgte Wald, der durch Semler gebildet, die Fesseln der starren lutherischen Orthodoxie früh abgeschüttelt hatte, die Bahn der grammatisch-historischen Interpretation. Auf  Empfehlung Johann Christoph Adelungs, dem er durch seine 1786 herausgegebene Uebersicht der allgemeinen Literatur- und Kunstgeschichte bekannt geworden war, erhielt er in jenem Jahr einen Ruf an die Universität Königsberg als Professor der griechischen Sprache. Ungern trennte er sich aus den ihm liebgewordenen Verhältnissen in Leipzig, wo er Frühprediger an der Universitätskirche, Kollegiat des Frauenkollegiums und Beisitzer der akademischen Gerichte geworden war. Auch eine außerordentliche Professur der Philosophie hatte er in Leipzig erhalten und mit seiner Antrittsrede 1786 durch das Programm Controversio de bonorum operum necessitate, inter Musculum et Praetorium agitata übernommen. Mit jenem Lehramt war gleichwohl kein Gehalt verbunden. Er folgte daher dem Ruf nach Königsberg, um eine äußerlich günstigere Stellung zu gewinnen. Nicht ohne den lebhaften Wunsch, bald wieder dahin zurückzukehren, verließ er Leipzig.
Bald aber ketteten ihn an den Ort seiner neuen Bestimmung freundliche Familienverhältnisse, besonders seine Verheiratung mit einer Tochter des Konsistorialrats und Hauptpastors an der Domkirche, Johann Hartmann Christoph Gräf. Der Wirkungskreis, in welchem sich Wald bisher als akademischer Dozent bewegte, wurde erweitert, als ihm das Amt eines ersten Inspektors am Collegium Fridericianum in Königsberg übertragen war. Mit unermüdlichem Eifer widmete er sich dieser neuen, mit manchen Schwierigkeiten verbundenen Aufgabe. Außer der Leitung des Unterrichts in acht Klassen erhielt Wald noch die Aufsicht über eine mit dem Fridericianum verbundene Pensionsanstalt. Auf die Bildung seiner Zöglinge gewann er den vorteilhaftesten Einfluss. Besonders war er ihnen ein lebendiges Vorbild durch rastlose Tätigkeit, Verleugnung seiner selbst und aller Ansprüche auf Muße und Erholung, deren er bei überhäuften Amtsgeschäften wohl bedurft hätte. 1793 ernannte ihn die Theologische Fakultät der Universität Erlangen, welcher er seine Abhandlung de vita scriptis et systemate mystico Sebastiani Franci zugeschickt hatte, zum Doktor der Theologie.
Noch im selben Jahr erhielt er eine theologische Professur, mit Beibehaltung des bisher von ihm bekleideten Lehramts der griechischen Sprache in Königsberg. Sehr verdient machte er sich um jene Zeit durch die Gründung eines Schullehrerseminars, das er mit dem Collegium Fridericianum in Verbindung brachte und selbst in jener Lehranstalt Unterricht erteilte, was noch kein Oberinspektor vor ihm getan hatte. In gerechter Anerkennung seiner vielfachen Verdienste war Wald nach der Besitznahme Polens 1796 zum südpreußischen Konsistorialrat ernannt worden, mit Beibehaltung seiner bisherigen Ämter in Königsberg. Die erhaltene Stelle verpflichtete ihn, der neuerrichteten Regierung in Thorn und später in Warschau durch schriftlich einzuholenden Rat behilflich zu sein bei der Einrichtung des Kirchen- und Schulwesens in den einzelnen Provinzen. Bei der weiten Entfernung von seinem eigentlichen Wirkungskreis hatte dieses Amt wenig Erfreuliches für ihn. Nachdem er dasselbe 1800 niedergelegt hatte, war er Kirchen- und Schulrath bei dem Konsistorium von Ostpreußen.
Nach dem Tod von Karl Ehregott Andreas Mangelsdorfs erhielt er noch die Professur der Geschichte und Rhetorik  übertragen. 1806 legte er die genannten Lehrämter, so wie die Professur der griechischen Literatur nieder, weil seine dadurch vermehrten Berufsgeschäfte einen nachteiligen Einfluss auf seine Gesundheit hatten. Auf seine Bitte war ihm die bisher von Johann Gottfried Hasse (1759–1806) bekleidete Professur der morgenländischen Sprachen an der theologischen Fakultät übertragen worden. Von der Oberinspektion des Collegium Fridericianum war er ebenfalls seit 1806 befreit, mit Beibehaltung seines Einkommens und mit allen Zeichen der Zufriedenheit seiner zwanzigjährigen Amtsführung. Seitdem widmete er sich, minder gestört, wieder dem akademischen und dem Geschäftsleben als Geistlicher und Schulrath. Eine Reihe von Jahren verging ihm in ununterbrochener Tätigkeit, bis der Tod ihn durch einen Herzinfarkt ereilte.

## Wirken
Wald erwarb sich den Ruhm eines vielseitig gebildeten und mit sehr gründlichen Kenntnissen ausgerüsteten Mannes. Unter den einzelnen Zweigen des theologischen Wissens war ihm keiner ganz fremd geblieben. Offenbar am schwächsten war seine Neigung zu dem praktischen Teil der Theologie. Doch hatte er in früheren und späteren Jahren öfters in der Domkirche unter Beifall gepredigt. Seine Persönlichkeit verstärkte den Eindruck seiner Kanzelvorträge. Bei dem Reformationsjubiläum 1817 erinnerte er durch Gestalt, Gebärde, Ton und würdevollen Ausdruck lebhaft an Martin Luther. Durch Semler und Nösselt hatte er früh die Ansicht gewonnen, in seinen akademischen Vorträgen das Christentum vorzugsweise von dem kritisch-historischen Standpunkt aus zu betrachten. Später neigte er mehr zum Supranaturalismus und unterstützte Theologen, welche zwischen dem genannten System und dem Rationalismus eine Einigung herbeizuführen strebten.
Viel Anziehendes hatten für ihn Forschungen auf dem Gebiet der Kirchengeschichte und der Sprachkunde. Die Resultate derselben legte er in späteren Jahren fast nur in einzelnen Festprogrammen nieder, da seine vermehrten beruflichen anforderungen ihm nicht hinlängliche Muße zu größeren literarischen Arbeiten gönnten. Für großes Aufsehen sorgte sein 1821 gedrucktes Programm De haeresi abjuranda quid statuat Ecclesia romano-catholica. Außer mehreren Gegenschriften, besonders von Pius Brunnquell und Alexius Jordansky, welche das echte Glaubensbekenntnis bei dem Übertritt aus anderen christlichen Konfessionen zur römisch-katholischen Kirche in Schutz nahmen, gab es sogar im Jahr 1822 auf einer ungarischen Nationalsynode einen Antrag, eine Reklamation bekannt zu machen. Einer solchen bedurfte es kaum, da Wald schwerlich die Absicht gehabt hatte, die anstößigen, in echt jesuitischem Sinne abgefassten Glaubensbekenntnisse Einzelner der ganzen katholischen Kirche zur Last zu legen.
Der gelehrten Welt war er schon seit 1783 bekannt durch kritische Untersuchungen zum Grundtext des Buches Daniel. Zum Zweck dieser Arbeit hatte er mehrere seltene Handschriften der Bibliothek des Elisabethanums in Breslau benutzt und eine gründliche Kenntnis der orientalischen Dialekte in allen ihren Verzweigungen entwickelt. In einem großen Teil seiner Schriften beschäftigte er sich mit pädagogischen Problemen, besonders mit Vorschlägen zur Verbesserung des Schulwesens in Preußen. Als Vorstand der freien Gesellschaft, deren Präsident er 1809 geworden war, hatte er in den Jahren 1790 bis 1798 an der Herausgabe des preußischen Archivs tätigen Anteil genommen. Er arbeitete mit seltener Leichtigkeit, mit genauer Kenntnis der Landesverfassung und mit dem Streben, Gutes zu stiften. Stets bereit, anderen gefällig zu sein, scheute er in dieser Hinsicht kein Opfer.

## Schriften
- Historiae artis musicae Specimen I.  Halle 1783
- Diss. Curarum in historiam textus vaticiniorum Danielis Specimen I. Leipzig 1783
- Versuch einer Einleitung in die Geschichte der Kenntnisse, Wissenschaften und schönen Künste, zu academischen Vorlesungen. Halle 1784 (Online)
- Progr. Spicilegium variarum Lectionum Codd. IV Veteris Testamenti hebr. Vratislaviensium. Leipzig 1784
- M. Antonii Flaminii in librum Psalmorum brevis explanatio et in eorum aliquot paraphrases luculentissimas; ad editionem Aldinam recudi curavit et praefatus est. Halle 1785
- Verbesserung und Zusätze zu seiner Einleitung in die Geschichte der Kenntnisse u. s. w. Halle 1786
- Progr. Controversio de bonorum operum necessitate, inter Musculum et Praetorium agitata. Leipzig 1786
- Theologiae symbolicae Lutheranae descriptio. Halle 1786 (Online)
- Uebersicht der allgemeinen Literatur- und Kunstgeschichte. 1. Teil Halle 1786 (Online)
- Ueber den Geist des Christentums, eine Predigt. Halle 1786
- Predigt über falsche Religionsbegriffe. Halle 1787
- De vituperio Neologorum. Königsberg 1787
- Geschichte des Christentums, zu academischen Vorlesungen. Königsberg und Leipzig 1788
- Diss. de vera vi vocabulorum . . . et . . . in Epistola Pauli ad Romanos. Königsberg und Leipzig 1788
- Preußische Monatsschrift. Elbingen 1788–1789, 2. Jge.
- Platonis Phaedon, in usum scholarum. Halle 1789
- Nachricht von der Pensionsanstalt des Collegii Friedericiani seit dem 1. April 1791. Königsberg 1791
- Ueber den Unterricht im Collegio Friedericiano. Königsberg 1791–1793, 4. Stücke
- Ueber den ersten Director des Collegii Fridericiani, D. Heinrich Lysius, eine Vorlesung in der Königlichen deutschen Gesellschaft. Königsberg 1792
- Deutsche Chrestomathie, zur Bildung des Geschmacks und zur Uebung im Declamieren für die Jugend gesammelt. Königsberg 1792
- Diss. inaug. de vita, scriptis et systemate mvstico Sebastiani Franci. Erlangen 1793 (Online)
- Ueber die zweckmäßige Einrichtung öffentlicher Schulprüfungen, ein Programm. Königsberg 1793
- Geschichte und Verfassung der Königl. Deutschen Gesellschaft zu Königsberg; eine Vorlesung. Königsberg 1793
- Progr. Commentationis in locum Paullinum. Hebr. 9, 11-14. Pars I.  Königsberg 1794
- Ueber den Unterricht in der deutschen Schule des Königl. Collegii Fridericiani; ein Programm. Königsberg 1795
- Die christliche Lehre im Zusammenhange; auf allerhösten Befehl für die Bedürfnisse der jetzigen Zeitz umgearbeitet, und zu einem allgemeinen Lehrbuche in den niederen Schulen der Königl. Preuß. Lande eingerichtet. Nebst Luther’sd kleinem CCatechismus und einer Sammlung geistlicher Lieder. Königsberg 1795
- Disciplinarum et artium descriptio. Lectio I et II. Königsberg 1796
- Nachrichten von den Schulen in Ostpreußen. Königsberg 1800–1804, 18. Stücke
- Progr. Descriptio constitutionum Synodalium Warmensium. Königsberg 1802
- Progr. Ecclesiarum et scholarum, quae in Borussia orientali nunc sunt, conspectus. Königsberg 1802
- Ueber das Wachsthum und die Bevölkerung sämmtlicher Preußischer Staaten, ein Programm. Königsberg 1803
- Progr. Constitutionum synodalium Culmensium et Pomesanensium descriptio. Königsberg 1804
- Von den Verdiensten der drei ersten Preußischen Könige um das protestantische Kirchen und Schulwesen ihrer Staaten; ein Programm, Königsberg 1804
- Wald's Gedächtnißrede auf Kant (vom 23. April 1804), in: Rudolf Reicke (Hrsg.): Kantiana. Beiträge zu Immanuel Kants Leben und Schriften, in: Neue Preußische Provinzialblätter, 3. Folge: Bd. 5, S. 97 ff. [Auch als Separatdruck: Königsberg 1860, VI, 83 S. (Online)].
- [Einladung] zur Geburtstagsfeier des Königs am 3ten August. Erster Beitrag zur Biographie des Prof. Kant, Königsberg 1804 [4S.]
- [Einladung] zu der am 9ten October 1804 im großen akademischen Hörsaale zu haltenden Gedächtniß-Rede auf den Kurfürstlichen Tribunalsrath Schimmelpfennig [...] Zweiter Beitrag zur Biographie des Prof. Kant, Königsberg 1804. [4 nichtpag. Seiten, fol.]
- Beitrag zur Biographie des Professor Kant, ein Programm. Königsberg 1804
- Progr. Augustus Caesar Christi nascituri forsan non ignarus ad Luc. 3. Sectio I.  Königsberg 1805
- Erster und zweiter Beitrag zur Kenntiniß der Schlesischen Kirchenverfassung. Königsberg 1805
- Progr. Analectorum litterariorum Specimen I. Königsberg 1805
- Beiträge zur preußischen Geschichte und Statistik. Königsberg 1805, 4. Stücke
- Beiträge zur Geschichte der Preußischen Gesetzgebung in Kirchen- und Schulsachen. Königsberg 1806, 6. Stücke
- Progr. Supplementorum ad Buxtorfii et Wolfii diatribas de abbreviaturis hebraicis Sylloge I. Königsberg 1810
- Topographische Uebersicht des Verwaltungsbezirks der Königl. Preuß. Regierung zu Königsberg in Preußen. Königsberg 1820
- Progr. de haeresi abjuranda quid statuat Ecclesia Romana exponitur. Königsberg 1821
- Ueber die Verschiedenheit der römischen und jesuitischen Convertiten-Bekenntnisse. Königsberg 1822
- Quaestiones theologicae de origine religionis christianae vere divina. Königsberg 1825